# Weißschwanz-Glanzfasan
Der Weißschwanz-Glanzfasan oder Weißschwanzmonal (Lophophorus sclateri) ist eine Vogelart aus der Gattung der Glanzfasanen. Benannt wurde er nach dem englischen Zoologen Philip Lutley Sclater.

## Beschreibung

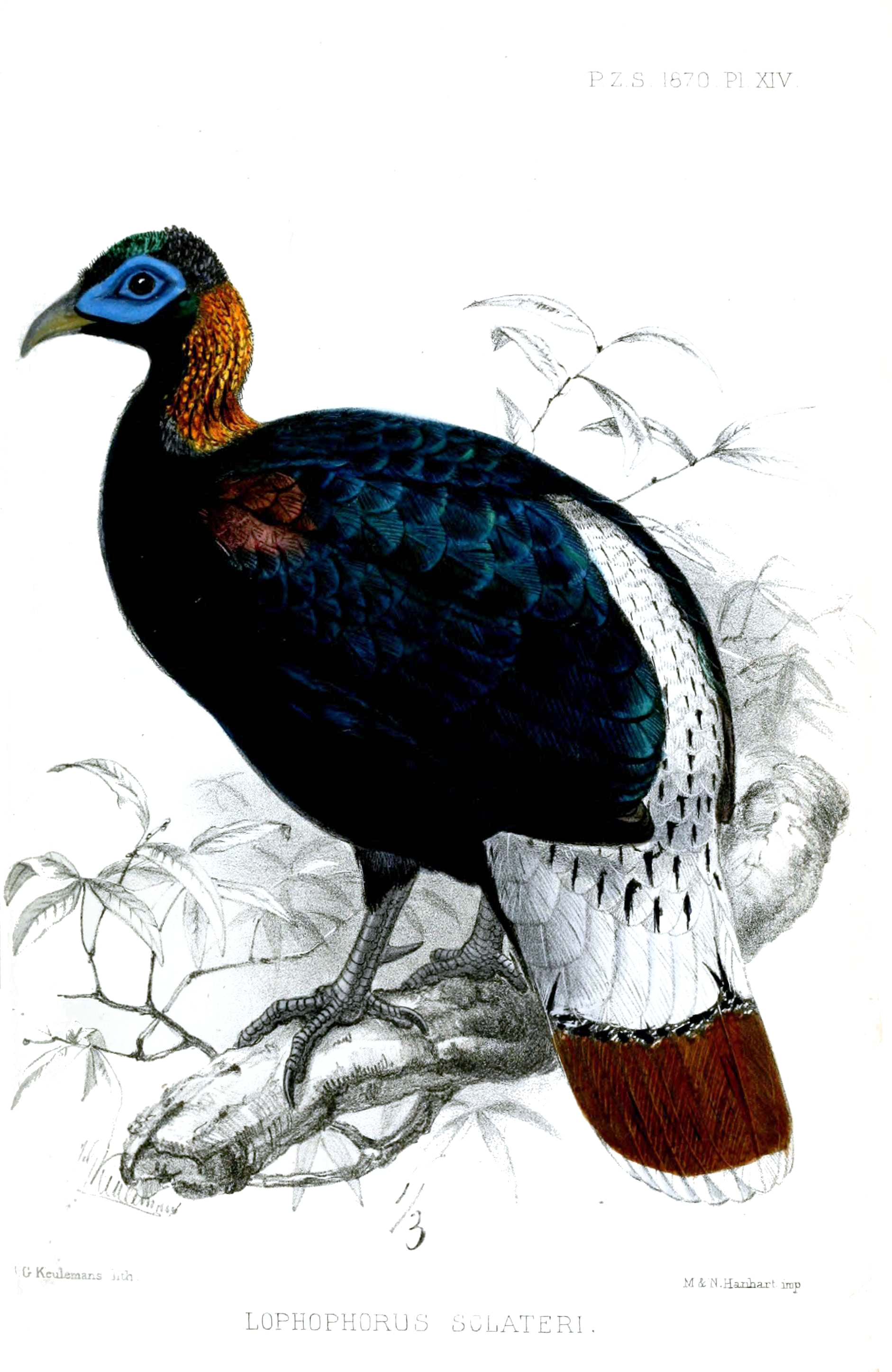
Illustration eines Männchens von John Gerrard Keulemans, 1870

Der Hahn des Weißschwanz-Glanzfasans erreicht eine Länge von 68 Zentimetern. Die Unterseite ist irisierend purpurgrün. Der Nacken ist kupferfarben und die Kehle ist violettschwarz. Der Oberkopf ist durch kurze, gewellte, metallisch blau-grüne Federn gekennzeichnet. Der Schnabel ist schmutzig weiß. Der Hinterrücken, der Bürzel und die Unterschwanzdecken sind weiß. Die Schwanzfedern sind weiß mit einem kastanienbraunen Band in der Mitte. 
Die Henne wird 63 Zentimeter lang. Bei ihr fehlt die Haube. Kinn und Kehle sind weiß. Rücken, Schultern und Schwungfedern sind braun und lederfarben gestreift. Die Unterseite ist fahl braun mit einer fahl gelbbraunen wellenförmigen Bänderung. Der Schnabel ist hellgelb. Der weiße Schwanz weist sechs oder sieben braune Bänder auf. 
Die Gesichtshaut ist bei beiden Geschlechtern hellblau, die Beine hellgrünlich und die Iris ist dunkelbraun. 
Bei der erst im Jahre 2004 in Arunachal Pradesh entdeckten Unterart L. s. arunachalensis fehlt die braune Bänderung am Schwanz.

## Verbreitung
Der Weißschwanz-Glanzfasan kommt von Arunachal Pradesh in Indien östlich durch das nördliche Myanmar bis ins südöstliche Tibet und das westliche Yunnan in China vor.

## Lebensraum
Der Weißschwanz-Glanzfasan bewohnt Nadelwälder mit Bambusunterholz, subalpine Zonen mit Rhododendron-Vegetation, Gebiete mit Azaleen-Wäldern, Zwergmispeln, Wacholder und offenem Grasland sowie felsige steil abfallende Hänge. Im Sommer ist er in Höhenlagen von 3.000 bis 4.200 m ü. M. anzutreffen, im Winter kommt er bis auf 2.000 m hinunter.

## Lebensweise
Der Weißschwanz-Glanzfasan lebt paarweise während der Brutsaison im Frühjahr, ist aber im Winter sehr gesellig. Über sein Brutverhalten ist nur wenig bekannt. Gelege wurden im April, Mai und Juni gefunden. Auch über die Nahrungsgewohnheiten ist nur wenig bekannt. Neben Vogelknöterichsamen und Distelköpfen kann die Nahrung aus den Rhizomen von Farnen, Bambusblättern sowie den Knollen von Feuerkolben (Arisaema) bestehen.

## Gefährdung
Entwaldung und Überjagung stellen die größte Bedrohung für den Weißschwanz-Glanzfasan dar. Er wird seines schmackhaften Fleisches wegen stark bejagt und aus seinen weißen Schwanzfedern werden in Indien Fächer und Ornamente hergestellt. Durch die Waldrodungen wird sein Lebensraum in China eingeschränkt. Der Weißschwanz-Glanzfasan steht in Anhang I des Washingtoner Artenschutzabkommens. Von BirdLife International wird der Bestand auf 2.500 bis 10.000 Exemplare geschätzt.